# 防衛事業廳
防衛事業廳（：／ Bangwi saeopcheong */?）是大韩民国政府于2006年1月1日成立的机构，隶属于韩国国防部，主要负责提升国防实力、弹药采购和国防工业的培养和发展。机构总部位于韩国大田廣域市西区，下属机构包括国防科学研究所。